# Editorial Acantilado
Editorial Acantilado és una editorial amb seu a Barcelona que compagina la publicació de ficció amb la d'assaig, fundada el 1999 pel llavors professor de literatura de la Universitat Pompeu Fabra Jaume Vallcorba. Des del 2014, la filòloga Sandra Ollo dirigeix les editorials Acantilado i Quaderns Crema.